# Fort Lewis
Fort Lewis var en af American Fur Companys kortlivede handelsstationer ved Missouri River i Montana, USA, lige før midten af 1800-tallet. Det lå først på én lokalitet, og året efter fik det en ny placering omkring 20 kilometer længere nede ad floden.
Fortets arbejdsstyrke omfattede til tider både amerikanere, canadiere, spaniere og metiser.:946 

## Det første Fort Lewis
Det første Fort Lewis eksisterede fra 1845-1846 og blev grundlagt af Alexander Culbertson. Fortet erstattede pelskompagniets Fort Chardon ved Judith Rivers udløb i Missouri River, og det fik navn efter Meriwether Lewis fra Lewis og Clark ekspeditionen. Det lå på østbredden af Missouri River ca. 45 kilometer nord for den nuværende by Great Falls, Chouteau County, og det var opført af træ.:962-963  Fortets kunder kom fra blackfoot stammen; pieganernes Small Robes gruppe handlede i fortet sidst i september 1845 kort før river crowernes massakre på lejren.:16 

## Det næste Fort Lewis
Fortets placering var ikke den bedste, og for at fremme handelen blev det revet ned engang i 1846. Et nyt Fort Lewis af træ stod færdigbygget inden årets udgang. Det lå længere nedstrøms, nord for den nuværende by Fort Benton, og på vestbredden. En kort tid var fortet måske kendt under navnet Fort Clay.:22  Fortet blev renoveret i løbet af 1850 og fik bygninger opført i adobe. De nye bygninger blev indviet juleaftensdag, og handelsstationen skiftede da permanent navn til Fort Benton.:963 

## Kendte besøgende
Under deres missionsarbejde på prærien besøgte jesuit missionærerne Pierre-Jean De Smet og Nicolas Point Fort Lewis i september 1846 sammen med en blackfoot lejr.:598 